# Topologia produto
A topologia produto é a menor topologia em um produto de espaços topológicos que torna cada projeção canônica uma função contínua. 

## Definição usando bases e sub-bases
Esta definição é equivalente à seguinte:
- A topologia produto é a topologia cuja base é formada pelas interseções finitas das imagens inversas, pelas projeções canônicas, dos abertos de cada espaço topológico que forma o produto.

Equivalentemente, seja {\displaystyle X=\Pi _{\lambda }X_{\lambda }\,} o produto, e {\displaystyle \tau _{\lambda }\,} a topologia de {\displaystyle X_{\lambda }\,} para cada {\displaystyle \lambda \,}. Então a topologia produto tem como sub-base a coleção {\displaystyle \{\pi _{\lambda }^{-1}(A),A\in \tau _{\lambda }\}\,}, em que {\displaystyle \pi _{\lambda }\,} é a projeção canônica.